# Arvid Olsson
Ernst Arvid Olsson, född 14 augusti 1888 i Ramundeboda församling, Örebro län, död 28 september 1958 i Katarina församling, Stockholms stad, var en svensk politiker för Socialistiska partiet och senare nazistiska Svenska socialistiska partiet efter namnbytet. Han var riksdagsledamot 1937–1940 (Stockholms läns valkrets). 1942–1945 var han chefredaktör för den då pronazistiska Folkets Dagblad Politiken. Före bildandet av Socialistiska partiet var han partisekreterare för Sveriges Kommunistiska Parti åren 1927-1929.
Innan han blev invald som riksdagsman arbetade Olsson som vapensmed åt marinen och kom att bli partiets fackliga talesman. Efter partiets upplösning arbetade han på Arbetsförmedlingen i Stockholm.